# 藤井保則
藤井 保則（ふじい やすのり）は、日本の音楽家、ゲームデザイナー、コンピュータ技師。

## 概要
1980年代に、NEC製パソコン、PC-8801を使用したゲーム、ソフトウェアを開発する。1984年、同名の漫画をアドベンチャーゲーム化した『ななこSOS』（徳間書店インターメディア）がパソコン雑誌『テクノポリス』のテクノポリスソフト・コンテスト入選作として発表され、注目される。以降はコンピュータ雑誌への寄稿、書籍の出版などを手がけている。
また、プロの音楽家、シンセサイザー奏者として、T-SQUARE、イモ欽トリオのサポートメンバーを務めるという顔の持ち主でもある。

## 主なソフトウェア作品
- 『原田知世の時をかける少女』（1984年、PHOENIX、PC-8801）
- 『原田知世のシネマパズル』（1984年、PHOENIX、PC-8801）
- 『ななこSOS』（1984年、徳間書店インターメディア、PC-8801）
- 『SWEET88』（PC-8801用DISK-BASIC互換DISK SYSTEM）（1984年、徳間書店インターメディア、PC-8801）

## 主な書籍
- 『PC-8801/mkII DISK活用ハンドブック』（1984年9月、徳間書店）
- 『88デスクアクセサリ集』（1986年11月、日本ソフトバンク）
- 『IDOS活用ハンドブック』（1987年11月、日本ソフトバンク）
- 『PC-98DOブック ホームユースからビジネスユースまで』（1989年12月、日本ソフトバンク）

| スタブアイコン | サブスタブ | この項目は、まだ閲覧者の調べものの参照としては役立たない、音楽関係者（バンド等）に関連した書きかけの項目です。この項目を加筆・訂正などしてくださる協力者を求めています（P:音楽/PJ:芸能人）。 |